# Cornudas
Cornudas es una comunidad no incorporada del condado de Hudspeth, Texas, Estados Unidos. Cornudas se localiza cerca de la intersección de Ranch con Market Road 2317 y las autopistas 62 y 180, a 42 millas (68 km) al noroeste de Sierra Blanca.

## Historia
Se abrió una oficina de correos en 1938, aunque se cerró al año siguiente; Willie Tinnin era la única empleada. En ese momento, Cornudas contaba con haciendas ganaderas cercanas y una estación de bombeo de Standard Oil. A partir de mediados de la década de 1980, aún contiene varios negocios y hogares. Su población era de diecinueve habitantes en el año 2000.